# WTA Finals
Die WTA Finals (bis 2013 WTA Championships bzw. WTA Tour Championships, deutsch Meisterschaften der WTA Tour) sind das Saisonabschlussturnier im Damentennis.
Aktuell siehe WTA Finals 2024.

## Modus
Teilnehmen dürfen die acht besten Spielerinnen des Jahres und seit 2014 auch die acht besten Paare im Doppel. Im Einzel wie auch im Doppel wird eine Vorrunde mit zwei Vierergruppen nach dem Round-Robin-Prinzip gespielt (jede gegen jede). Die beiden Besten aus jeder Gruppe steigen ins Halbfinale auf, die Siegerinnen bestreiten das Finale. Bis einschließlich 2013 qualifizierten sich in der Doppel-Konkurrenz nur die besten vier Paare und der Wettbewerb begann gleich mit zwei Halbfinalpaarungen, deren Siegerinnen das Finale ausspielten.
Von 1984 bis 1998 wurde im Finale über drei Gewinnsätze gespielt, was im Damentennis bis zum heutigen Tage eine Ausnahme geblieben ist.

## Geschichte
Die ersten WTA Tour Championships wurden im März 1972 abgehalten. Als sich die WTA 1986 dafür entschieden hatte, den Tourbetrieb auf die Monate Januar bis November zu beschränken, wurden die WTA Championships auf den letztmöglichen Termin am Jahresende verlegt. Deshalb fanden im Jahr 1986 ausnahmsweise zwei Austragungen statt. 2020 wurde das Turnier aufgrund der COVID-19-Pandemie abgesagt.

## Offizielle Namen
| Zeitraum  | Sponsor                              | offizieller Turniername                                |
| --------- | ------------------------------------ | ------------------------------------------------------ |
| 1972–1978 | Virginia Slims                       | Virginia Slims Championships                           |
| 1979–1982 | Avon Products                        | Avon Championships                                     |
| 1983–1994 | Virginia Slims                       | Virginia Slims Championships                           |
| 1995      |                                      | WTA Tour Championships                                 |
| 1996–2000 | Chase Manhattan Bank                 | Chase Championships                                    |
| 2001      | Colgate-Palmolive                    | Sanex Championships                                    |
| 2002      | The Home Depot                       | Home Depot Championships                               |
| 2003      | Bank of America                      | Bank of America WTA Tour Championships                 |
| 2004      |                                      | WTA Tour Championships                                 |
| 2005–2010 | Sony Ericcson                        | Sony Ericsson Championships                            |
| 2011–2013 | BNP Paribas und Türk Ekonomi Bankası | TEB-BNP Paribas Istanbul Cup                           |
| 2014–2018 | BNP Paribas und SCglobal             | BNP Paribas WTA Finals Singapore Presented by SCglobal |
| 2019      | Shiseido                             | Shiseido WTA Finals Shenzhen                           |
| 2021      | Akron                                | Akron WTA Finals Guadalajara                           |
| 2022      | –                                    | WTA Finals Fort Worth                                  |
| 2023      | GNP Seguros                          | GNP Seguros WTA Finals Cancún                          |
| 2024      | PIF                                  | WTA Finals Riyadh presented by PIF                     |

## Austragungsorte
| Zeitraum  | Austragungsort | Name der Spielstätte                            |
| --------- | -------------- | ----------------------------------------------- |
| 1972–1973 | Boca Raton     |                                                 |
| 1974–1976 | Los Angeles    | Los Angeles Memorial Sports Arena               |
| 1977      | New York       | Madison Square Garden                           |
| 1978      | Oakland        | Oakland-Alameda County Coliseum Arena           |
| 1979–2000 | New York       | Madison Square Garden                           |
| 2001      | München        | Olympiahalle                                    |
| 2002–2005 | Los Angeles    | Staples Center                                  |
| 2006–2007 | Madrid         | Madrid Arena                                    |
| 2008–2010 | Doha           | Khalifa International Tennis and Squash Complex |
| 2011–2013 | Istanbul       | Sinan Erdem Dome                                |
| 2014–2018 | Singapur       | Singapore Indoor Stadium                        |
| 2019      | Shenzhen       | Mehrzweckhalle im Shenzhen Bay Sports Center    |
| 2021      | Guadalajara    | Panamerican Tennis Center                       |
| 2022      | Fort Worth     | Dickies Arena                                   |
| 2023      | Cancún         | Paradisus Cancún Hotel                          |
| 2024–2026 | Riad           | King Saud University Indoor Arena               |

2024 wurde beschlossen, dass die WTA Finals 2024 bis 2026 in Saudi-Arabien stattfinden werden. Kritiker werfen dem Austragungsland seit Jahren vor, mithilfe von „Sportswashing“ Verfehlungen wie Menschenrechtsverletzungen übertünchen zu wollen. Auch die Tennislegenden Chris Evert und Martina Navratilova hatten sich Anfang des Jahres kritisch zu Events in Saudi-Arabien geäußert: „Wir haben das Frauentennis nicht mit aufgebaut, damit es von Saudi-Arabien ausgenutzt wird“ schrieben sie in der Washington Post.

## Preisgeld

### Preisgeld 2024
2024 werden insgesamt 15,250 Millionen US-Dollar während der WTA Finals an Preisgeldern ausgeschüttet. Damit wurde das Preisgeld an das Preisgeld der ATP Finals 2024 angeglichen. In den Jahren 2025 und 2026 soll es weiter erhöht werden.

### Preisgeld Historie
| Jahr | Preisgeld          | Anstieg            |
| ---- | ------------------ | ------------------ |
| 2024 | $ 15.250.000       | 69,4 %             |
| 2023 | $ 09.000.000       | 80,0 %             |
| 2022 | $ 05.000.000       | 0,00 %             |
| 2021 | $ 05.000.000       | –64.29 %           |
| 2020 | 0nicht ausgetragen | 0nicht ausgetragen |
| 2019 | $ 14.000.000       | 100 %              |
| 2018 | $ 07.000.000       | 0,00 %             |
| 2017 | $ 07.000.000       | 0,00 %             |
| 2016 | $ 07.000.000       | 0,00 %             |
| 2015 | $ 07.000.000       | 7,69 %             |
| 2014 | $ 06.500.000       | 8,33 %             |

## Bieterverfahren 2014 bis 2018
Der Austragungsort für die Jahre 2014 bis 2018 wurde wieder in einem Bieterverfahren ermittelt. 43 Städte hatten sich 2012 beworben; in einer Vorentscheidung setzten sich die folgenden vier durch:
- Kasan
- Mexiko-Stadt
- Singapur
- Tianjin

Im Januar 2013 wurde bekannt, dass sich Kasan und Mexiko-Stadt zurückgezogen hatten und als neuer dritter Bewerber Monterrey dazugekommen war.
Diese Städte wurden im März 2013 von der WTA besucht, den Anfang machte man in Tianjin. Am 8. März 2013 gab die WTA bekannt, dass Singapur von 2014 bis 2018 Ausrichter sein wird. Neben den acht besten Tennisspielerinnen sollten erstmals auch die besten acht (statt wie bisher vier) Doppelpaarungen am Turnier teilnehmen.

## Bieterverfahren ab 2019 bis 2028
Der Austragungsort ab 2019 wurde ebenfalls in einem Bieterverfahren ermittelt. Folgende Städte hatten sich hierfür beworben:
- Manchester
- Prag
- Sankt Petersburg
- Shenzhen

Im Januar 2018 fiel die Entscheidung schließlich auf die chinesische Stadt Shenzhen.

## Rekordsiegerinnen
- Martina Navratilova: 8 Siege (bei 14 Finalteilnahmen)
- Serena Williams: 5 Siege (bei 7 Finalteilnahmen)
- Steffi Graf: 5 Siege (bei 6 Finalteilnahmen)
- Chris Evert: 4 Siege (bei 8 Finalteilnahmen)
- Monica Seles: 3 Siege (bei 4 Finalteilnahmen)
- Kim Clijsters: 3 Siege (bei 3 Finalteilnahmen)

## Endspiele

### Einzel
| Jahr     | Veranstaltungsort                          | Siegerin                                   | Finalistin                                 | Ergebnis                                   |
| -------- | ------------------------------------------ | ------------------------------------------ | ------------------------------------------ | ------------------------------------------ |
| 1972     | Boca Raton                                 | Chris Evert                                | Kerry Melville                             | 7:5, 6:4                                   |
| 1973     | Boca Raton                                 | Chris Evert                                | Nancy Richey                               | 6:3, 6:3                                   |
| 1974     | Los Angeles                                | Evonne Goolagong                           | Chris Evert                                | 6:3, 6:4                                   |
| 1975     | Los Angeles                                | Chris Evert                                | Martina Navratilova                        | 6:4, 6:2                                   |
| 1976     | Los Angeles                                | Evonne Cawley                              | Chris Evert                                | 6:3, 5:7, 6:3                              |
| 1977     | New York                                   | Chris Evert                                | Sue Barker                                 | 2:6, 6:1, 6:1                              |
| 1978     | Oakland                                    | Martina Navratilova                        | Evonne Cawley                              | 7:6, 6:4                                   |
| 1979     | New York                                   | Martina Navratilova                        | Tracy Austin                               | 6:3, 3:6, 6:2                              |
| 1980     | New York                                   | Tracy Austin                               | Martina Navratilova                        | 6:2, 2:6, 6:2                              |
| 1981     | New York                                   | Martina Navratilova                        | Andrea Jaeger                              | 6:3, 7:6                                   |
| 1982     | New York                                   | Sylvia Hanika                              | Martina Navratilova                        | 1:6, 6:3, 6:4                              |
| 1983     | New York                                   | Martina Navratilova                        | Chris Evert-Lloyd                          | 6:2, 6:0                                   |
| 1984     | New York                                   | Martina Navratilova                        | Chris Evert-Lloyd                          | 6:3, 7:5, 6:1                              |
| 1985     | New York                                   | Martina Navratilova                        | Helena Suková                              | 6:3, 7:5, 6:4                              |
| 1986 (1) | New York                                   | Martina Navratilova                        | Hana Mandlíková                            | 6:2, 6:0, 3:6, 6:1                         |
| 1986 (2) | New York                                   | Martina Navratilova                        | Steffi Graf                                | 7:63, 6:3, 6:2                             |
| 1987     | New York                                   | Steffi Graf                                | Gabriela Sabatini                          | 4:6, 6:4, 6:0, 6:4                         |
| 1988     | New York                                   | Gabriela Sabatini                          | Pam Shriver                                | 7:5, 6:2, 6:2                              |
| 1989     | New York                                   | Steffi Graf                                | Martina Navratilova                        | 6:4, 7:5, 2:6, 6:2                         |
| 1990     | New York                                   | Monica Seles                               | Gabriela Sabatini                          | 6:4, 5:7, 3:6, 6:4, 6:2                    |
| 1991     | New York                                   | Monica Seles                               | Martina Navratilova                        | 6:4, 3:6, 7:5, 6:0                         |
| 1992     | New York                                   | Monica Seles                               | Martina Navratilova                        | 7:5, 6:3, 6:1                              |
| 1993     | New York                                   | Steffi Graf                                | Arantxa Sánchez Vicario                    | 6:1, 6:4, 3:6, 6:1                         |
| 1994     | New York                                   | Gabriela Sabatini                          | Lindsay Davenport                          | 6:3, 6:2, 6:4                              |
| 1995     | New York                                   | Steffi Graf                                | Anke Huber                                 | 6:1, 2:6, 6:1, 4:6, 6:3                    |
| 1996     | New York                                   | Steffi Graf                                | Martina Hingis                             | 6:3, 4:6, 6:0, 4:6, 6:0                    |
| 1997     | New York                                   | Jana Novotná                               | Mary Pierce                                | 7:64, 6:2, 6:3                             |
| 1998     | New York                                   | Martina Hingis                             | Lindsay Davenport                          | 7:5, 6:4, 4:6, 6:2                         |
| 1999     | New York                                   | Lindsay Davenport                          | Martina Hingis                             | 6:4, 6:2                                   |
| 2000     | New York                                   | Martina Hingis                             | Monica Seles                               | 6:75, 6:4, 6:4                             |
| 2001     | München                                    | Serena Williams                            | Lindsay Davenport                          | kampflos                                   |
| 2002     | Los Angeles                                | Kim Clijsters                              | Serena Williams                            | 7:5, 6:3                                   |
| 2003     | Los Angeles                                | Kim Clijsters                              | Amélie Mauresmo                            | 6:2, 6:0                                   |
| 2004     | Los Angeles                                | Marija Scharapowa                          | Serena Williams                            | 4:6, 6:2, 6:4                              |
| 2005     | Los Angeles                                | Amélie Mauresmo                            | Mary Pierce                                | 5:7, 7:63, 6:4                             |
| 2006     | Madrid                                     | Justine Henin-Hardenne                     | Amélie Mauresmo                            | 6:4, 6:3                                   |
| 2007     | Madrid                                     | Justine Henin                              | Marija Scharapowa                          | 5:7, 7:5, 6:3                              |
| 2008     | Doha                                       | Venus Williams                             | Wera Swonarjowa                            | 6:75, 6:0, 6:2                             |
| 2009     | Doha                                       | Serena Williams                            | Venus Williams                             | 6:2, 7:64                                  |
| 2010     | Doha                                       | Kim Clijsters                              | Caroline Wozniacki                         | 6:3, 5:7, 6:3                              |
| 2011     | Istanbul                                   | Petra Kvitová                              | Wiktoryja Asaranka                         | 7:5, 4:6, 6:3                              |
| 2012     | Istanbul                                   | Serena Williams                            | Marija Scharapowa                          | 6:4, 6:3                                   |
| 2013     | Istanbul                                   | Serena Williams                            | Li Na                                      | 2:6, 6:3, 6:0                              |
| 2014     | Singapur                                   | Serena Williams                            | Simona Halep                               | 6:3, 6:0                                   |
| 2015     | Singapur                                   | Agnieszka Radwańska                        | Petra Kvitová                              | 6:2, 4:6, 6:3                              |
| 2016     | Singapur                                   | Dominika Cibulková                         | Angelique Kerber                           | 6:3, 6:4                                   |
| 2017     | Singapur                                   | Caroline Wozniacki                         | Venus Williams                             | 6:4, 6:4                                   |
| 2018     | Singapur                                   | Elina Switolina                            | Sloane Stephens                            | 3:6, 6:2, 6:2                              |
| 2019     | Shenzhen                                   | Ashleigh Barty                             | Elina Switolina                            | 6:4, 6:3                                   |
| 2020     | Aufgrund der COVID-19-Pandemie ausgefallen | Aufgrund der COVID-19-Pandemie ausgefallen | Aufgrund der COVID-19-Pandemie ausgefallen | Aufgrund der COVID-19-Pandemie ausgefallen |
| 2021     | Guadalajara                                | Garbiñe Muguruza                           | Anett Kontaveit                            | 6:3, 7:5                                   |
| 2022     | Fort Worth                                 | Caroline Garcia                            | Aryna Sabalenka                            | 7:64, 6:4                                  |
| 2023     | Cancún                                     | Iga Świątek                                | Jessica Pegula                             | 6:1, 6:0                                   |
| 2024     | Riad                                       | Coco Gauff                                 | Zheng Qinwen                               | 3:6, 6:4, 7:62                             |

### Doppel
| Jahr     | Siegerinnen                                        | Finalistinnen                              | Ergebnis                                   |
| -------- | -------------------------------------------------- | ------------------------------------------ | ------------------------------------------ |
| 1972     | Doppel nicht ausgetragen                           |                                            |                                            |
| 1973     | Rosemary Casals Margaret Court                     | Françoise Dürr Betty Stöve                 | 6:2, 6:4                                   |
| 1974     | Rosemary Casals Billie Jean King                   | Françoise Dürr Betty Stöve                 | 6:1, 6:72, 7:5                             |
| 1975     | WTA Doubles Championships                          | WTA Doubles Championships                  | WTA Doubles Championships                  |
| 1976     | WTA Doubles Championships                          | WTA Doubles Championships                  | WTA Doubles Championships                  |
| 1977     | WTA Doubles Championships                          | WTA Doubles Championships                  | WTA Doubles Championships                  |
| 1978     | WTA Doubles Championships                          | WTA Doubles Championships                  | WTA Doubles Championships                  |
| 1979     | Françoise Dürr Betty Stöve                         | Sue Barker Ann Kiyomura                    | 7:6, 7:6                                   |
| 1980     | Billie Jean King Martina Navratilova               | Rosemary Casals Wendy Turnbull             | 6:3, 4:6, 6:3                              |
| 1981     | Martina Navratilova Pam Shriver                    | Barbara Potter Sharon Walsh                | 6:0, 7:66                                  |
| 1982     | Martina Navratilova Pam Shriver                    | Kathy Jordan Anne Smith                    | 6:4, 6:3                                   |
| 1983     | Martina Navratilova Pam Shriver                    | Claudia Kohde-Kilsch Eva Pfaff             | 7:5, 6:2                                   |
| 1984     | Martina Navratilova Pam Shriver                    | Jo Durie Ann Kiyomura                      | 6:3, 6:1                                   |
| 1985     | Martina Navratilova Pam Shriver                    | Claudia Kohde-Kilsch Helena Suková         | 6:74, 6:4, 7:65                            |
| 1986 (1) | Hana Mandlíková Wendy Turnbull                     | Claudia Kohde-Kilsch Helena Suková         | 6:4, 6:74, 6:3                             |
| 1986 (2) | Martina Navratilova Pam Shriver                    | Claudia Kohde-Kilsch Helena Suková         | 1:6, 6:1, 6:1                              |
| 1987     | Martina Navratilova Pam Shriver                    | Claudia Kohde-Kilsch Helena Suková         | 6:1, 6:1                                   |
| 1988     | Martina Navratilova Pam Shriver                    | Laryssa Sawtschenko Natallja Swerawa       | 6:3, 6:4                                   |
| 1989     | Martina Navratilova Pam Shriver                    | Laryssa Sawtschenko Natallja Swerawa       | 6:3, 6:2                                   |
| 1990     | Kathy Jordan Elizabeth Smylie                      | Mercedes Paz Arantxa Sánchez Vicario       | 7:64, 6:4                                  |
| 1991     | Martina Navratilova Pam Shriver                    | Gigi Fernández Jana Novotná                | 4:6, 7:5, 6:4                              |
| 1992     | Arantxa Sánchez Vicario Helena Suková              | Jana Novotná Larisa Neiland                | 7:64, 6:1                                  |
| 1993     | Gigi Fernández Natallja Swerawa                    | Jana Novotná Larisa Neiland                | 6:3, 7:5                                   |
| 1994     | Gigi Fernández Natallja Swerawa                    | Jana Novotná Arantxa Sánchez Vicario       | 6:3, 6:74, 6:3                             |
| 1995     | Jana Novotná Arantxa Sánchez Vicario               | Gigi Fernández Natallja Swerawa            | 6:2, 6:1                                   |
| 1996     | Lindsay Davenport Mary Joe Fernández               | Jana Novotná Arantxa Sánchez Vicario       | 6:3, 6:2                                   |
| 1997     | Lindsay Davenport Jana Novotná                     | Alexandra Fusai Nathalie Tauziat           | 6:75, 6:3, 6:2                             |
| 1998     | Lindsay Davenport Natallja Swerawa                 | Alexandra Fusai Nathalie Tauziat           | 6:76, 7:5, 6:3                             |
| 1999     | Martina Hingis Anna Kurnikowa                      | Arantxa Sánchez Vicario Larisa Neiland     | 6:4, 6:4                                   |
| 2000     | Martina Hingis Anna Kurnikowa                      | Nicole Arendt Manon Bollegraf              | 6:2, 6:3                                   |
| 2001     | Lisa Raymond Rennae Stubbs                         | Cara Black Jelena Lichowzewa               | 7:5, 3:6, 6:3                              |
| 2002     | Jelena Dementjewa Janette Husárová                 | Cara Black Jelena Lichowzewa               | 4:6, 6:4, 6:3                              |
| 2003     | Virginia Ruano Pascual Paola Suárez                | Kim Clijsters Ai Sugiyama                  | 6:4, 3:6, 6:3                              |
| 2004     | Nadja Petrowa Meghann Shaughnessy                  | Cara Black Rennae Stubbs                   | 7:5, 6:2                                   |
| 2005     | Lisa Raymond Samantha Stosur                       | Cara Black Rennae Stubbs                   | 6:75, 7:5, 6:4                             |
| 2006     | Lisa Raymond Samantha Stosur                       | Cara Black Rennae Stubbs                   | 3:6, 6:3, 6:3                              |
| 2007     | Cara Black Liezel Huber                            | Katarina Srebotnik Ai Sugiyama             | 5:7, 6:3, [10:8]                           |
| 2008     | Cara Black Liezel Huber                            | Květa Peschke Rennae Stubbs                | 6:1, 7:5                                   |
| 2009     | Nuria Llagostera Vives María José Martínez Sánchez | Cara Black Liezel Huber                    | 7:60, 5:7, [10:7]                          |
| 2010     | Gisela Dulko Flavia Pennetta                       | Květa Peschke Katarina Srebotnik           | 7:5, 6:4                                   |
| 2011     | Liezel Huber Lisa Raymond                          | Květa Peschke Katarina Srebotnik           | 6:4, 6:4                                   |
| 2012     | Marija Kirilenko Nadja Petrowa                     | Andrea Hlaváčková Lucie Hradecká           | 6:1, 6:4                                   |
| 2013     | Peng Shuai Hsieh Su-wei                            | Jelena Wesnina Jekaterina Makarowa         | 6:4, 7:5                                   |
| 2014     | Cara Black Sania Mirza                             | Peng Shuai Hsieh Su-wei                    | 6:1, 6:0                                   |
| 2015     | Martina Hingis Sania Mirza                         | Carla Suárez Navarro Garbiñe Muguruza      | 6:0, 6:3                                   |
| 2016     | Jelena Wesnina Jekaterina Makarowa                 | Bethanie Mattek-Sands Lucie Šafářová       | 7:65, 6:3                                  |
| 2017     | Tímea Babos Andrea Hlaváčková                      | Kiki Bertens Johanna Larsson               | 4:6, 6:4, [10:5]                           |
| 2018     | Kristina Mladenovic Tímea Babos                    | Barbora Krejčíková Kateřina Siniaková      | 6:4, 7:5                                   |
| 2019     | Tímea Babos Kristina Mladenovic                    | Hsieh Su-wei Barbora Strýcová              | 6:1, 6:3                                   |
| 2020     | Aufgrund der COVID-19-Pandemie ausgefallen         | Aufgrund der COVID-19-Pandemie ausgefallen | Aufgrund der COVID-19-Pandemie ausgefallen |
| 2021     | Barbora Krejčíková Kateřina Siniaková              | Hsieh Su-wei Elise Mertens                 | 6:3, 6:4                                   |
| 2022     | Weronika Kudermetowa Elise Mertens                 | Barbora Krejčíková Kateřina Siniaková      | 6:2, 4:6, [11:9]                           |
| 2023     | Wera Swonarjowa Laura Siegemund                    | Nicole Melichar-Martinez Ellen Perez       | 6:4, 6:4                                   |
| 2024     | Gabriela Dabrowski Erin Routliffe                  | Kateřina Siniaková Taylor Townsend         | 7:5, 6:3                                   |